# Idioma lalo
Las lenguas yi occidentales (también llamadas lalo o ngwi) constituyen una de las dos ramas del grupo lolo-birmano habladas por los pueblos yi en China. También es conocido como Moso, Lolo, Noso, etc. Es hablado por unas 320 mil personas, y posee un sistema especial de escritura, un silabario conocido como escritura yi.

## Comparación léxica
Los numerales en diferentes variedades de yi son:
| GLOSA | Lalo central (Qingyun) | Lalo occid. (Shanglizhuo) | Lalo orien. (Diaocao) | Xuzhang | Mangdi | Eka    | Yangliu | PROTO- YI |
| ----- | ---------------------- | ------------------------- | --------------------- | ------- | ------ | ------ | ------- | --------- |
| '1'   | tʂʰʅ̥²¹                 | tʂʰʅ²¹                    | tsɿ²¹                 | tʂʅ²¹   | tɕʰi²¹ | tʰi²¹  | tsɿ²¹   | *tʰi²     |
| '2'   | ŋ̩²¹                    | n̩²¹                       | ŋ̩²¹                   | n̩²¹     | n̩²¹    | ŋ̩²¹    | ni²¹    | *ni²      |
| '3'   | sa³³                   | sa²⁴                      | sɔ⁵⁵                  | so³³    | sa⁵⁵   | so³³   | sa³³    | *sa¹/³    |
| '4'   | ʔʐʅ³³                  | ʐʅ³³                      | li³³                  | ʐʅ³³    | lɨ³³   | li³³   | ji³³    | *ʔli³     |
| '5'   | ŋa̤²¹                   | ŋa²¹                      | ŋɔ²¹                  | ŋo²¹    | ŋo²¹   | ŋo²¹   | ŋa²¹    | *ŋa²      |
| '6'   | kʰo̠²¹                  | kʰu⁵³                     | kʰu⁴²                 | kʰu³³   | kʰu̠²¹  | kʰu̠²¹  | kʰo⁵³   | *kʰo̠ᶫ     |
| '7'   | xɨ²¹                   | xɨ²¹                      | ɕi²¹                  | xɨ²¹    | xɨ²¹   | xɨ²¹   | xɨ²¹    | *xɨ²      |
| '8'   | hiɛ̠²¹                  | hẽ⁵³                      | xei⁴²                 | xai³³   | xɛ̠²¹   | xɛ²¹   | xai⁵³   | *he̠ᶫ      |
| '9'   | kə³³                   | kv̩³³                      | kə³³                  | kɤ̪˞³³   | kɨ³³   | kɨ³³   | kɤ̪³³    | *ko¹/³    |
| '10'  | tsʰi⁵⁵                 | tsʰe²⁴                    | tsʰei⁵⁵               | tɕʰi⁴⁵³ | tɕʰɛ⁵⁵ | tɕʰɛ²⁴ | tsʰei³³ | *tsʰe¹    |